# Punktewertung (Tour de France)
Die Punktewertung der Tour de France wird seit 1953 ausgetragen. Es gewinnt der Fahrer, der die meisten Punkte während aller Etappen sammelt. Die Punkte werden für die Platzierung im Ziel sowie bei Zwischensprints während der Etappe vergeben.
Der Führende der Punktewertung nach einer Etappe trägt am nächsten Tag das Grüne Trikot (frz. maillot vert). Bei der Tour de France 1968 war die Farbe dieses Wertungstrikots ausnahmsweise rot.

## Aktuelle Punktevergabe
Die Punktvergabe wird im Sonderreglement der Tour de France festgelegt. Zur Austragung des Jahres 2011 wurde diese grundlegend überarbeitet. Ab der Austragung 2015 wurde die Punktevergabe zugunsten der Sieger der Flachetappen angepasst.
| Kategorie der Ankunft / des Sprints                      | Punktevergabe nach Platzierung | Punktevergabe nach Platzierung | Punktevergabe nach Platzierung | Punktevergabe nach Platzierung | Punktevergabe nach Platzierung | Punktevergabe nach Platzierung | Punktevergabe nach Platzierung | Punktevergabe nach Platzierung | Punktevergabe nach Platzierung | Punktevergabe nach Platzierung | Punktevergabe nach Platzierung | Punktevergabe nach Platzierung | Punktevergabe nach Platzierung | Punktevergabe nach Platzierung | Punktevergabe nach Platzierung |
| Kategorie der Ankunft / des Sprints                      | 1                              | 2                              | 3                              | 4                              | 5                              | 6                              | 7                              | 8                              | 9                              | 10                             | 11                             | 12                             | 13                             | 14                             | 15                             |
| Flachetappen                                             | 50                             | 30                             | 20                             | 18                             | 16                             | 14                             | 12                             | 10                             | 8                              | 7                              | 6                              | 5                              | 4                              | 3                              | 2                              |
| Mittelgebirgsetappen                                     | 30                             | 25                             | 22                             | 19                             | 17                             | 15                             | 13                             | 11                             | 9                              | 7                              | 6                              | 5                              | 4                              | 3                              | 2                              |
| Hochgebirgsetappen, Einzelzeitfahren und Zwischensprints | 20                             | 17                             | 15                             | 13                             | 11                             | 10                             | 9                              | 8                              | 7                              | 6                              | 5                              | 4                              | 3                              | 2                              | 1                              |

Wenn es einen Punktegleichstand gibt, werden nacheinander folgende Kriterien berücksichtigt:
1. Anzahl der Etappensiege
2. Anzahl der Siege bei Zwischensprints
3. Platzierung im Gesamtklassement

Für Regelverstöße wie zum Beispiel einem Anschieben lassen durch den Mannschaftswagen können Punktabzüge erfolgen. Dadurch kann es für einen Fahrer sogar zu einem negativen Gesamtstand an Punkten kommen.
Entsprechendes gilt für Fahrer, welche die Karenzzeit überschreiten, aber das Rennen aufgrund einer Juryentscheidung wegen außergewöhnlicher Umstände fortsetzen dürfen. In diesem Falle wird den betroffenen Fahrern die Anzahl an Punkten abgezogen, welche auf der entsprechenden Etappe für den Sieger zu vergeben ist.

## Sieger

### Liste der Sieger
Siehe dazu:
- Liste der Sieger der Wertungstrikots der Tour de France
- Liste der Gewinner der Punktewertungen bei großen Landesrundfahrten im Radsport

### Mehrfache Sieger
Rekordhalter ist Peter Sagan mit sieben Siegen.
| Rang | Name                       | Land                   | Siege | Jahre                                    |
| ---- | -------------------------- | ---------------------- | ----- | ---------------------------------------- |
| 1    | Peter Sagan                | Slowakei               | 7     | 2012, 2013, 2014, 2015, 2016, 2018, 2019 |
| 2    | Erik Zabel                 | Deutschland            | 6     | 1996, 1997, 1998, 1999, 2000, 2001       |
| 3    | Sean Kelly                 | Irland                 | 4     | 1982, 1983, 1985, 1989                   |
| 4    | Jan Janssen                | Niederlande            | 3     | 1964, 1965, 1967                         |
| 4    | Eddy Merckx                | Belgien                | 3     | 1969, 1971, 1972                         |
| 4    | Freddy Maertens            | Belgien                | 3     | 1976, 1978, 1981                         |
| 4    | Dschamolidin Abduschaparow | Usbekistan             | 3     | 1991, 1993, 1994                         |
| 4    | Robbie McEwen              | Australien             | 3     | 2002, 2004, 2006                         |
| 9    | Stan Ockers                | Belgien                | 2     | 1955, 1956                               |
| 9    | Jean Graczyk               | Frankreich             | 2     | 1958, 1960                               |
| 9    | André Darrigade            | Frankreich             | 2     | 1959, 1961                               |
| 9    | Laurent Jalabert           | Frankreich             | 2     | 1992, 1995                               |
| 9    | Thor Hushovd               | Norwegen               | 2     | 2005, 2009                               |
| 9    | Mark Cavendish             | Vereinigtes Königreich | 2     | 2011, 2021                               |

fett: noch aktive Fahrer

### Sieger der Punktewertung, die auch das Gelbe und Grüne Trikot gewinnen konnten
Sieger des Grünen Trikots, die mindestens einmal auch das gelbe (Gesamtsieg) und das gepunktete Trikot (Bergwertung) gewinnen konnten:
- Eddy Merckx:  5 × Gelb, 3 × Grün, 2 × Gepunktet (Merckx ist der einzige Fahrer, der alle drei Trikots mehrmals gewinnen konnte; bei seinem ersten Toursieg 1969 sogar alle drei auf einmal.)
- Bernard Hinault: 5 × Gelb, 1 × Grün, 1 × Gepunktet

## Sponsoren
Die Punktewertung wurde in den vergangenen Jahren von Michelin (1973 bis 1983), BP (1984 bis 1988), Castelli (1989), Panasonic (1990), dem Wettbüro PMU (1991 bis 2014) und Škoda (seit 2015) gesponsert.